# Трудове (Пологівський район)
Трудове́ — село в Україні, у Кам'янській селищній громаді Пологівського району Запорізької області. Населення становить 677 осіб. До 2018 орган місцевого самоврядування — Більмацька селищна рада.

## Географія
Село Трудове розташоване на відстані за 1,5 км від села Дубове та за 3,5 км від смт Більмак. У селі бере початок річка Більманка, ліва притока Берди. Поруч проходить залізниця, станція Щебеневий.

## Історія
12 червня 2020 року, відповідно до розпорядження Кабінету Міністрів України № 713-р «Про визначення адміністративних центрів та затвердження територій територіальних громад Запорізької області», увійшло до складу Більмацької селищної громади.
19 липня 2020 року, в результаті адміністративно-територіальної реформи та ліквідації  Більмацького району увійшло до складу Пологівського району.

## Економіка
- Більмацький АБЗ.
- Більмацький гранітний кар'єр.
- ВП «Трудівський кар'єр» філії «Центр управління промисловістю» ПАТ «Укрзалізниця».

## Об'єкти соціальної сфери
- Школа.
- Стадіон.

## Постаті
- Дзиза Віталій Олексійович (1994—2017) — старший матрос Військово-морських сил Збройних сил України, учасник російсько-української війни[6].